# Kaple svatého Jana Nepomuckého (Velké Chvalovice)
Kaple svatého Jana Nepomuckého ve Velkých Chvalovicích je pozdně barokní lidová sakrální stavba, vybudována roku 1833.

## Historie
Kaple byla vystavěna na náklady obce údajně jako díkůvzdání, že zde nikdo nezemřel na choleru, ač jiné obce byly velmi postiženy. Zásadní rekonstrukcí prošla kaple v roce 1992; znovuposvěcení vykonal dne 20. září 1992 Jaroslav Škarvada. Od roku 1994 je kaple památkově chráněna.

## Architektonický popis
Zděná stavba na čtvercovém půdoryse se zaoblenými nárožími a výrazně tvarovaným štítem. Stavba je horizontálně členěna soklem, vertikálně pak u obou bočních stěn a zezadu plochými pilastry, jimiž jsou vymezena vpadlinová pole. Stěny vrcholí plošným fabionem, na který navazuje tvrdě pojatá plochá římsa – zjevně výsledek pozdějších úprav. Čelní stěna se otevírá portálem se stlačeným oválným záklenkem. Portál vyplňují dřevěné dvoukřídlé dveře s ozdobným kováním. Nade dveřmi je proveden letopočet 1833, pod ním menším písmem letopočet 2013. Střecha je tvořena nízkým jehlancem. V bocích je na ní nasazen konkávně projmutý štít s úzkým půlkruhově klenutým otvorem, v němž je zavěšen zvonek. Štít je ukončen segmentově vzednutou římsičkou, krytou prejzy, a završen křížkem.
Vedle kaple se nachází morový kříž.